# Boževce
Boževce en serbe latin et Bozhec en albanais (en serbe cyrillique : Божевце) est une localité du Kosovo située dans la commune/municipalité de Kamenicë/Kosovska Kamenica, district de Gjilan/Gnjilane (Kosovo) ou district de Kosovo-Pomoravlje (Serbie). Selon le recensement kosovar de 2011, elle compte 191 habitants.
Selon le découpage administratif du Kosovo, le village est rattaché à la commune/municipalité de Ranilug/Ranillug.

## Démographie

### Évolution historique de la population dans la localité
| 1948 | 1953 | 1961 | 1971 | 1981 | 1991 | 2011 |
| ---- | ---- | ---- | ---- | ---- | ---- | ---- |
| 638  | 691  | 774  | 793  | 643  | 436  | 100  |

|  |

### Répartition de la population par nationalités (2011)
En 2011, les Serbes représentaient 91,00 % de la population et les Albanais 8,00 %.